# El Cacao (Los Santos)
El Cacao è un comune (corregimiento) della Repubblica di Panama situato nel distretto di Tonosí, provincia di Los Santos. Si estende su una superficie di 92,3 km² e conta una popolazione di 1.049 abitanti (censimento 2010).